# ココ・アヴァン・シャネル
『ココ・アヴァン・シャネル』（Coco avant Chanel）は、2009年のフランス映画。エドモンド・シャルル＝ルーの同名小説を原作としたココ・シャネルの伝記映画。原題の意味は“シャネル以前のココ”で、シャネルがファッションデザイナーとして成功を果たす以前の前半生を描いている。

## キャスト
※括弧内は日本語吹き替え
- ココ・シャネル - オドレイ・トトゥ（小林沙苗）
- エティエンヌ・バルザン - ブノワ・ポールヴールド（後藤哲夫）
- ボーイ・カペル - アレッサンドロ・ニヴォラ（咲野俊介）
- アドリエンヌ・シャネル - マリー・ジラン（坪井木の実）
- エミリエンヌ・ダランソン - エマニュエル・ドゥヴォス（日野由利加）

## ポスター回収騒動
フランスで映画のポスターが掲示された際、主人公のシャネルが右手にタバコを持っていたため、ポスターが全面回収される騒動が起きた。史実では、シャネルは愛煙家として知られており映画の中でもそのように描かれているものの、フランスでは1993年以来タバコの広告は禁止されていたからである。